# اگویمس، لاس پالماس
اگویمس، لاس پالماس (به اسپانیایی: Agüimes, Las Palmas) یک شهرستان در اسپانیا است که در جزایر قناری واقع شده‌است.

## خصوصیات
اگویمس ۷۹٫۲۸ کیلومترمربع مساحت و ۲۳٬۵۷۲ نفر جمعیت دارد و ۲۷۵ متر بالاتر از سطح دریا واقع شده‌است.